# Penthesilenula
Penthesilenula is een geslacht van kreeftachtigen uit de klasse van de Ostracoda (mosselkreeftjes).

## Soort
- Penthesilenula brasiliensis (Pinto & Kotzian, 1961)